# ヴラディスラフ1世
ヴラディスラフ1世（Vladislav I , 1325年 - 1377年）は、14世紀のワラキア公（在位：1364年 - 1377年）。通称はヴライク・ヴォダ（Vlaicu Vodă）。ワラキア公ニコラエ・アレクサンドルの子。

## 生涯
1364年、父二コラエ・アレクサンドルの死を受けて即位する。経済政策としては、1368年にトランシルヴァニアのブラショフ市民に対し貿易特権を認める免許状を与えた。また、ワラキア初の鋳貨となる銀貨を発行し、これは15世紀後半の公であるラドゥ3世の治世まで発行され続けた。宗教面では、1370年10月、コンスタンティノープル総主教庁の宗教会議の許可を受け、セヴェリンに国内2つ目となる大主教教会を設置した他、父に倣ってギリシアのアトス山に財産を寄贈した。また、ワラキア、トランシルヴァニアのカトリック教徒のためにアルジェシュに司教管区を設置した。
1377年に死去し、公位は兄弟のラドゥ1世が継いだ。